# Tore Moren
Tore Moren (auch Tore St. Moren) ist ein norwegischer Gitarrist. Er ist vor allem für seine Arbeit mit Jørn Lande und Arcturus bekannt.

## Leben und Schaffen
Er war seit 1999 Mitglied von Jørn Landes Soloprojekt Jorn, verließ es zwischenzeitlich für ein paar Jahre und ein Album und kehrte wieder zurück. Im Sommer 2012 stieg er erneut aus dem Projekt aus. Moren gab sowohl musikalische als auch persönliche Differenzen als Gründe an. Inzwischen war er u. a. mit den Bands Rain und Carnivora aktiv und hatte Gastauftritte bei Extol und Sven Erik Kristiansens Band Skitliv. Im Jahr 2005 stieg er für je ein Studio- und Livealbum bei Arcturus ein. Moren veröffentlichte auch zwei Soloalben.

## Diskografie
mit Jorn
- 2000: Starfire
- 2001: Worldchanger
- 2006: The Duke
- 2007: The Gathering
- 2007: Unlocking the Past
- 2007: Live in America
- 2008: Lonely Are the Brave
- 2009: Spirit Black
- 2009: Dukebox
- 2010: Dio
- 2011: Live in Black
- 2012: Bring Heavy Rock to the Land
- 2013: Symphonic
- 2022: Over the Horizon Radar

mit Rain
- 2002: House of Dreams
- 2006: Stronger

mit Carnivora
- 2004: Judas
- 2006: Re-Incarnal

mit Arcturus
- 2005: Sideshow Symphonies
- 2006: Shipwrecked in Oslo

Solo
- 2012: Devilbird
- 2014: My Way or the Highway